# ماساشی وگورو
ماساشی وگورو (به انگلیسی: Masashi Oguro) بازیکن فوتبال اهل ژاپن و عضو تیم ملی فوتبال ژاپن است که در تاریخ ۲۹ ژانویه ۲۰۰۵ میلادی اولین بازی ملی‌اش را انجام داد. او در ۲۲ بازی ملی حضور داشت و آخرین بازی ملی خود را در تاریخ ۲۰ اوت ۲۰۰۸ میلادی انجام داد. ماساشی وگورو در بازی‌های ملی‌اش
۵ گل به ثمر رساند.